# Namurské hrabství
Namurské hrabství (francouzsky Comté de Namur, nizozemsky Graafschap Namen), zkráceně Namur (nizozemsky Namen), byl státeček Karolínské říše a posléze Svaté říše římské v oblasti Nizozemí. Existoval od druhé poloviny 10. až do 18. století a vládla mu hrabata a později markrabata (od roku 1189). Roku 1189 se Namur stal součástí Henegavska. V roce 1421 byl prodán Burgundsku a stalo se součástí celku známého jako Burgundské Nizozemí, které postupně měnilo vlastníka a později se přeměnilo v Habsburské, Španělské a nakonec v Rakouské Nizozemí. Roku 1797 bylo hrabství anektováno Francouzskou republikou a přeměněno ve francouzský department Sambre-et-Meuse, čímž zaniklo. V současnosti se zde nacházejí belgické okresy (arrondissementy) Namur a Dinant, které spolu tvoří provincii Namur.